# Francis Guthrie
Francis Guthrie ( Londres, 1831 - , Claremont, Cap) fue un matemático y botánico sudafricano. Fue el primero en enunciar el teorema de los cuatro colores en 1852. En esa época, Guthrie era alumno de Augustus De Morgan en la University College de Londres. Obtiene su B.A. en 1850 y su LL.B. en 1852.
Cuando colorea una carta de los condados de Inglaterra, se da cuenta de que necesita al menos cuatro colores para que dos regiones no tengan el mismo color serán necesarios a fin de que ninguna región tenga una frontera común del mismo color que otra. Postula que solo cuatro colores son suficientes para colorear una carta. Este problema fue conocido bajo el nombre de "teorema de los cuatro colores", siendo uno de los teoremas topológicos, sin resolución por más de un siglo, hasta ser finalmente demostrado en 1976 con la ayuda de una computadora.
Guthrie emigra a África del Sur en 1861, obteniendo el puesto de matemático master en el Colegio Graaff-Reinet. Mientras toma un curso de conferencias en Botánica en 1862, y luego arranca una fuerte amistad con el residente Harry Bolus. Y le aconseja a Bolus que encare estudios botánicos para aliviarlo de la pena de la muerte de su hijo de seis años. Cuando Bolus deja Ciudad del Cabo unos años más tarde, lo persuade a Guthrie para mudarse, en 1875.
Se retira en 1898, y se instala en su granja de Raapenberg.

## Honores
- Examinador de la Univ. del Cabo

### Membresías
- South African Philosophical Society (más tarde Royal Society of South Africa)
- Meteorological Commission

### Eponimia
Géneros
- (Achariaceae) Guthriea Bolus[1]

Especies
- (Aizoaceae) Delosperma guthriei Lavis[2]

- (Asclepiadaceae) Schizoglossum guthriei Schltr.[3]

- (Iridaceae) Homoglossum guthriei (L.Bolus) E.Phillips[4]

- (Proteaceae) Grevillea guthrieana Olde & Marriott[5]

- (Rutaceae) Diosma guthriei R.Glover[6]

- (Scrophulariaceae) Hebe guthrieana A.Wall[7]

- (Scrophulariaceae) Nemesia guthriei Hiern[8]

## Fuente
- Botanical Exploration of Southern Africa Mary Gunn & LE Codd (AA Balkema 1981)
- Traducción de los artículos en lengua inglesa y francesa de Wikipedia.